# سكة حديد تراثية

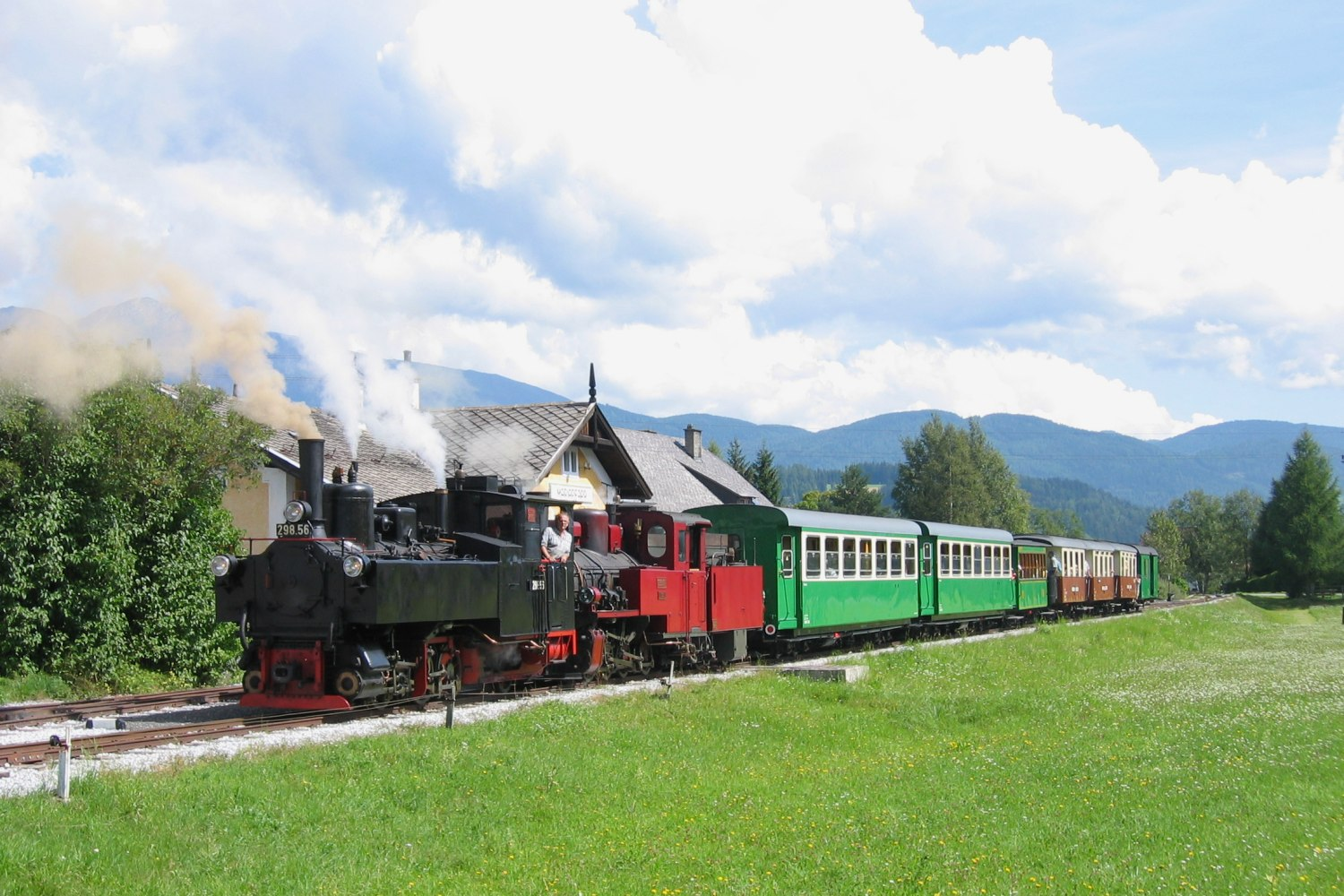
سكة حديد تراثية لقطار تاوراخ في زالتسبورغ.

سكة الحديد التراثية هي سكة حديد ينصب خطها لأغراض تراثية من أجل أن تكون شاهداً على تاريخ حي على التقنيات المستخدمة.
يختلف تعريف السكك الحديدية التراثية حسب البلد، كما في إنجلترا، أو ألمانيا.